# لي جون-هيوك
لي جون-هيوك هو ممثل كوري جنوبي ولد في 13 مارس 1984.

## فيلموغرافيا

### مسلسلات تلفزيونية
- الغابة السرية
- الناجي المعين: 60 يوم
- أكالذيب ضمنية
- ثقب أسود
- المفتش الملكي السري جوي
- استكشاف الحب

### مسلسلات ويب
| عام  | عنوان     | الدور        | المراجع     |
| ---- | --------- | ------------ | ----------- |
| 2023 | فيجيلانتي | جو كانغ-اوك  | [ 2 ] [ 3 ] |
| 2024 | دونغ جاي  | سيو دونغ-جاي | [ 4 ]       |

## روابط خارجية
- لي جون-هيوك على موقع IMDb (الإنجليزية)
- لي جون-هيوك على موقع قاعدة بيانات الفيلم (الإنجليزية)
- لي جون-هيوك على موقع كينوبويسك (الروسية)